# Scaphoideus notatus
Scaphoideus notatus är en insektsart som beskrevs av William Lucas Distant 1908. Scaphoideus notatus ingår i släktet Scaphoideus och familjen dvärgstritar. Inga underarter finns listade i Catalogue of Life.